# Eindklankverscherping
Auslautverhärtung (Duits), final devoicing (Engels), finale verscherping ofwel eindklankverscherping is in de fonologie het verschijnsel dat stemhebbende medeklinkers aan het einde van een woord stemloos worden. Het is een veelvoorkomend maar niet universeel proces. Het Nederlands, Limburgs en Duits kennen het verschijnsel bijvoorbeeld wel, maar het Engels en Frans niet of nauwelijks.

## Germaanse talen
Eindklankverscherping komt vooral voor onder de West-Germaanse talen van het vasteland. De geschiedenis ervan binnen deze talen is niet geheel duidelijk. Het Oudhoogduits en Oudsaksisch kenden het verschijnsel oorspronkelijk niet, maar het Oudnederlands al wel. De runeninscriptie van Bergakker suggereert dat het Frankisch (de voorloper van het Oudnederlands) het al heel vroeg had. Het verschijnsel is daarmee in het Nederlands erg oud. Het Fries heeft daarentegen pas recentelijk eindklankverscherping ondergaan.
Daarnaast had het Gotisch al vroeg, en onafhankelijk van de andere Germaanse talen, eindklankverscherping ontwikkeld. Het IJslands heeft weliswaar een overgang van stemhebbende in stemloze plofklanken, maar dit treedt op in alle posities in het woord en is dus geen eindklankverscherping.

### Nederlands
Aan de hand van het volgende voorbeeld kan het bestaan van eindklankverscherping aannemelijk worden gemaakt.
Het Nederlandse woord wand, dat ongeveer hetzelfde betekent als "muur", wordt uitgesproken als /wɑnt/, met een stemloze dentaal aan het eind. Het meervoud hiervan wordt echter uitgesproken als /wɑndən/, met een stemhebbende dentaal voor het meervoudssuffix /-ən/. Hiervoor is de volgende verklaring mogelijk:
Het (fonetisch gespelde) woord /wɑnt/, "muur", heeft de onderliggende vorm /wɑnd/, zonder verscherping van de eindklank. Hiervan kan het meervoud, /wɑndən/, worden afgeleid door er het suffix /-ən/ achter te plaatsen. Als gevolg van eindklankverscherping ondergaat de vorm in het enkelvoud de verandering die ervoor zorgt dat /wɑnd/, "muur" in het enkelvoud exact hetzelfde klinkt als /wɑnt/, "handschoen".

#### Voorbeelden van eindklankverscherping
- b → p (heb /hɛp/, mv. hebben /hɛbə(n)/)
- d → t (hand /hɑnt/, mv. handen /hɑndə(n)/)
- v → f (dief /dif/, mv. dieven /divə(n)/)
- ʋ → f (murw /mʏrf/, verbogen murwe /mʏrʋə/)
- z → s (dwaas /dʋa:s/, mv. dwazen /dʋa:zə(n)/)
- ɣ → x (dwerg /dʋɛrx/, mv /dʋɛrɣə(n)/)

#### Problemen
Eindklankverscherping levert in het Nederlands met name problemen op bij de spelling van zwakke werkwoorden. Ten eerste eindigt als gevolg van de verscherping van de eindklank bij een aantal werkwoorden de vervoeging in het enkelvoud van de tegenwoordige tijd op /s/ of /f/, bijvoorbeeld: ik leef. Maar omdat het hier een onderliggende /z/ of /v/ in de coda van de stam betreft — verg. de infinitief le-ven — krijgen de verleden tijd en het voltooid deelwoord de bijbehorende uitgangen -de(n) en -d : leefde- geleefd.
Met name het correct spellen van het voltooid deelwoord gaat bij deze werkwoorden heel vaak mis, doordat opnieuw als gevolg van eindklankverscherping de onderliggende /d/ in de coda in de gesproken taal altijd als een /t/ klinkt.

### Gotisch
Eindklankverscherping in het Gotisch trad op bij de stemhebbende wrijfklanken b [β] > f [ɸ], d [ð] > þ [θ], g [ɣ] > g of h [x] en z [z] > s [s]. In de meeste gevallen werd de verscherping ook geschreven, maar er waren ook uitzonderingen. Dit gebeurde vooral met g, die in veel gevallen ook aan het woordeinde als g geschreven werd, in plaats van met de bijbehorende stemloze medeklinker h. Hieruit wordt meestal afgeleid dat de uitspraak van h niet langer [x] was, zoals in het Oergermaans, en er dus geen sprake meer was van een stemhebbend-stemloos paar.
Enkele voorbeelden:
- Oergermaans: 2e per. enkelv. gebiedende wijs tegenwoordige tijd *geb 'geef!' > Got. gif (infinitief gib-an);
- Oergerm. accusatief enkelvoud *hlaibą 'brood' > Got. hlaif (genitief enkelvoud hlaib-is)
- Oergerm. nominatief enkelvoud *gōdaz 'goed' > Got. gōþs (genitief enkelvoud gōd-is)
- Oergerm. *maiz 'meer' > Got. mais (maar de bijvoeglijke vorm was maiza)

### Engels
Het Nieuwengels kent geen eindklankverscherping. Het Oudengels had echter wel een vorm van verscherping, die voornamelijk optrad bij g [ɣ] na r of l. Vergelijk:
- Oen. enkelvoud dweorh 'dwerg', meervoud dweorgas
- Oen. ev. burh 'burcht, stad', mv. byrig

Dit verschijnsel was zeker niet universeel, en trad vermoedelijk alleen in bepaalde dialecten op. De vormen dweorg en burg zijn bijvoorbeeld ook algemeen. Het verschil tussen de twee klanken is later meestal weggenivelleerd, maar niet altijd in dezelfde richting. Het Middelengels kende in veel gevallen nog beide vormen, zoals enkelvoud dwergh, meervoud dwerwes.
Het omgekeerde, namelijk het stemhebbend worden van een medeklinker in het midden van het woord, trad wel algemeen op, voor þ (th), f en s (net als in het Oudnederlands en Oudfries). Dit is geen eindklankverscherping in de enge zin, maar het effect ervan is vergelijkbaar. Hiervan zijn in het Nieuwengels nog een aantal voorbeelden te vinden:
- Enkelvoud wolf 'wolf', meervoud wolves
- Vroegnieuwengels ev. staff 'staf, staaf', mv. staves (nu een dubbel paradigma met betekenisdifferentiëring: staff (ev.), staffs (mv.) tegenover stave (ev.), staves (mv.))
- Naamwoord bath 'bad', werkwoord bathe 'baden'
- Nw. glass 'glas', ww. glaze 'beglazen'

## Romaanse talen
Eindklankverscherping is vooral te vinden in de talen van Frankrijk en de onmiddellijke omgeving daarvan. Zo is het te vinden in het Occitaans, Catalaans en het Reto-Romaans.

### Frans
Het Oudfrans kende eindklankverscherping. De "verscherpte" klanken zijn later grotendeels verloren gegaan waardoor het verschijnsel weer verdween, maar het is tegenwoordig nog te zien aan de volgende woorden:
- neuf [nœf]? "nieuw" (m.)' vs. vrouwelijke vorm neuve [nœv]?; bœuf [bœf]? "rund,os" en nef [nɛf]? "schip van een kerk", van het Latijnse novum, bovem en navem;
- bij sommige andere woorden is de verscherping alleen nog in de geschreven vorm zichtbaar, doordat de eindklank niet meer wordt uitgesproken; clef"sleutel"; cerf "hert"; nerf "zenuw", uit het Latijnse clavem, cervum resp. nervum.
- grand "groot" (uit het Latijn grandem) werd in het Oudfrans eerst als grant> geschreven, en later "gerelatiniseerd" tot grand> de stemloze uitspraak is nog te zien in moderne Franse zinnetjes als un grand homme [œ̃ gʀãtɔm]? "een grote man" en grand-oncle [gʀãtõkl]?, "oudoom".

## Slavische talen
Eindklankverscherping komt algemeen voor onder de Slavische talen. Uitzonderingen vormen het Oekraïens en het Štokavisch, het meest gangbare dialect van het Servokroatisch.

### Russisch
In het Russisch heeft het optreden van eindklankverscherping in sommige gevallen tot fonemische neutralisatie geleid. Woorden als нож ('mes', /noʐ/) en нош ('van lasten', /noʂ/) klinken hierdoor in hun gerealiseerde vorm hetzelfde: [noʂ].

## Talen met eindklankverscherping
- Afrikaans
- Armeens (bij plosieven)
- Bulgaars
- Catalaans
- Duits
- Ests (bij plosieven)
- Faeröers
- Georgisch
- IJslands
- Koreaans
- Limburgs (voor z, g en v)
- Lombardisch
- Luxemburgs
- Macedonisch
- Maltees
- Mongools
- Nederlands
- Nieuwgrieks
- Occitaans
- Oudengels en Middelengels (bij fricatieven)
- Oudfrans (in hedendaags Frans nog te zien aan uitgangen als -if vs. -ive)
- Pools
- Reto-Romaans
- Russisch
- Slowaaks
- Sorbisch
- Tok Pisin
- Tsjechisch
- Turks (bij plosieven)
- Yaghnobi